# Proyecto aluvión
Proyecto aluvión fue una serie de televisión dramática histórica de antología argentina emitido por Canal 9. La trama gira en torno a diferentes historias que reflejan los mitos y los enigmas relacionados con el peronismo. Estuvo dirigida por Francis Estrada, producida por MC Producciones, con Patricio Vega, Mateo Chiarino, Daniel Santoro y Mateo Leaman como guionistas y protagonizada por un elenco rotativo. Fue estrenada el 7 de octubre de 2011 y finalizó el 30 de diciembre de ese año.

## Sinopsis
La serie relata las historias y los conflictos que se generan entre las personas que son simpatizantes del movimiento peronista y los que son parte de la oposición o están en contra de sus ideales a pesar de no pertenecer a ningún partido político.

## Elenco
| Episodio 1 - Julieta Cardinali como Delfina - Alejandra Flechner como Rosa - Antonio Birabent como Adolfo - Lautaro Delgado como Conrado - Bautista Casella como Andrés - Ana Livingston como Libertad - María Rodríguez Espinosa como Dolores - Carolina Maldonado como María - Daniel Campomenosi como Ramón Episodio 2 - Nicolás Pauls como Juan Cruz - Juan Palomino como Carlos - María Inés Aldaburu como Encarnación - Esteban Mihalik como Ezequiel - Celeste Jerez como María Luisa - Carlos Mastrorilli como Miguel - Víctor Hugo Morales como Santiago Cura - Eduardo Guerrero como Juan Domingo Perón - Thomas Fox como Jorge - Mateo Chiarino como Leonardo - Nicolás Condito como Raúl Episodio 3 - Juan Palomino como Pedro - Anabel Cherubito como Teresa - Nicolás Pauls como Renato - Esteban Mihalik como Dr. Corbalán - Julián Reyes como Francisco - Omar Calicchio como Teniente Martínez - Cecilia Cósero como Adriana - Leandro Origuela como Mateo - Rocío Bochetto como Eugenia Episodio 4 - Gino Renni como Enzo - Patricia Echegoyen como Domenica - Osqui Guzmán como Hilario - Julieta Nair Calvo como Isabella - Julia Catalá como Amelia - Nahuel Viale como Juan - Ciro Apostolo como Carlitos | Episodio 5 - Gabriel Goity como Padre Bernardo - María Abadi como María Belén - Alejandra Flechner como María - Michel Noher como Joaquín - Gabo Correa como Patricio Echegoyen - Valeria Lorca como Hermana Mercedes - Marcelo Melingo como Mariano Episodio 6 - Osqui Guzmán como Ramón - Alejandra Flechner como López - Sergio Surraco como Piloto - Emme como Rosa - Ingrid Grudke como Ivana - Alejandro Müller como Hank - Andrea Garrote como Bertinotti - Omar Calicchio - Esteban Mihalik - Gabriela Licht como Eva Perón Episodio 7 - Lautaro Delgado como Bruno - Valentina Bassi como Magdalena "Magui" - Gonzalo Urtizberea como "El Patillas" - Mimi Ardú como Irene - Lorenzo Quinteros como Amílcar - Diego Alonso como Raldez - Gabo Correa como Lucio - Darío Levy como "El Alemán" - Javier Niklison como Iván Zelpógreas - Alfredo Urquiza como Trejo - Gonzalo Paton como Deniso Episodio 8 - Lautaro Delgado como Bruno - Valentina Bassi como Magdalena "Magui" - Nicolás Pauls como Fito - Juan Palomino como José "El Negro" - Gonzalo Urtizberea como "El Patillas" - Gabo Correa como Lucio - Darío Levy como "El Alemán" - Alfredo Urquiza como Trejo - Gustavo Sassi como Nicanor |

## Episodios
| N.º | Título                             | Dirigido por    | Escrito por                                                                   | Fecha de emisión original | Audiencia (millones) |
| --- | ---------------------------------- | --------------- | ----------------------------------------------------------------------------- | ------------------------- | -------------------- |
| 1   | «La mucama»                        | Francis Estrada | Francis Estrada, Patricio Vega, Mateo Chiarino, Daniel Santoro y Mateo Leaman | 7 de octubre de 2011      | 2.6                  |
| 2   | «El luto»                          | Francis Estrada | Francis Estrada, Patricio Vega, Mateo Chiarino, Daniel Santoro y Mateo Leaman | 14 de octubre de 2011     | 1.2                  |
| 3   | «Evita me ama»                     | Francis Estrada | Francis Estrada, Patricio Vega, Mateo Chiarino y Daniel Santoro               | 21 de octubre de 2011     | 1.9                  |
| 4   | «El parquet»                       | Francis Estrada | Francis Estrada, Patricio Vega, Mateo Chiarino y Daniel Santoro               | 28 de octubre de 2011     | 1.9                  |
| 5   | «La quema de iglesias»             | Francis Estrada | Francis Estrada, Patricio Vega, Mateo Chiarino y Daniel Santoro               | 9 de diciembre de 2011    | —                    |
| 6   | «El pulqui»                        | Francis Estrada | Francis Estrada, Patricio Vega, Mateo Chiarino y Daniel Santoro               | 16 de diciembre de 2011   | —                    |
| 7   | «Las manos de la gloria - Parte 1» | Francis Estrada | Francis Estrada, Patricio Vega, Mateo Chiarino y Daniel Santoro               | 23 de diciembre de 2011   | —                    |
| 8   | «Las manos de la gloria - Parte 2» | Francis Estrada | Francis Estrada, Patricio Vega, Mateo Chiarino y Daniel Santoro               | 30 de diciembre de 2011   | —                    |

## Recepción

### Comentarios de la crítica
La serie recibió críticas positivas por parte de la prensa. Yesica Besse del sitio web Television.com.ar destacó que la serie presenta escenas con un formato cinematográfico y una trama que hace recordar al estilo de Alfred Hitchcock. También valoró la actuación de Cardinali diciendo que su interpretación fue brillante y que Flechner fue muy precisa. Y concluyó que «Proyecto Aluvión articuló una excelente ambientación, guiones exigentes y actuaciones logradas». En una reseña para el diario La Nación, Ricardo Marín calificó a la serie como «buena», escribiendo que su propuesta era original, que la ambientación histórica, el diseño estético y la musicalización aportaban calidad a la ficción, sin embargo, comentó que el material histórica en el que se basan para construir las historias no posee una difusión masivo, sobre todo en los jóvenes, lo cual le resta a la serie  el hecho de generar un potencial interés en se tipo de público.